# 新興県 (鉄嶺市)
新興県（しんこう-けん）は中華人民共和国遼寧省にかつて存在した県。現在の鉄嶺市南西部に相当する。
遼代に設置され、元代に廃止された。